# تاكسي 4
تاكسي 4 هو فيلم كوميدي فرنسي أنتج سنة 2007 من إخراج جيرارد كراوسزيك وهو الجزء الرابع من سلسلة «تاكسي»، وقد شارك في الفيلم لاعب كرة القدم الفرنسي جبريل سيسي.

## روابط خارجية
- تاكسي 4 على موقع IMDb (الإنجليزية)
- تاكسي 4 على موقع روتن توميتوز (الإنجليزية)
- تاكسي 4 على موقع ألو سيني (الفرنسية)
- تاكسي 4 على موقع Turner Classic Movies (الإنجليزية)
- تاكسي 4 على موقع أول موفي (الإنجليزية)
- تاكسي 4 على موقع فيلمافينيتي (الإسبانية)
- تاكسي 4 على موقع قاعدة بيانات الأفلام السويدية (السويدية)
- تاكسي 4 على موقع قاعدة بيانات الفيلم (الإنجليزية)
- تاكسي 4 على موقع ليتربوكسد (الإنجليزية)
- تاكسي 4 على موقع كينوبويسك (الروسية)